# Ахтерман, Теодор Вильгельм
Теодор Вильгельм Ахтерман (нем. Wilhelm Theodor Achtermann; 1799, Мюнстер — 1884, Рим) — немецкий скульптор XIX века.

## Биография
Теодор Вильгельм Ахтерман родился 15 августа 1799 года в деревне, близ Мюнстера (Северный Рейн-Вестфалия), в семье столяра. До 28-летнего возраста был сельским рабочим, затем изучил столярное мастерство. Вскоре его резные изделия своим изяществом и тонкостью отделки обратили на себя всеобщее внимание, благодаря чему, нашлись меценаты, которые выделили необходимую сумму, чтобы молодой человек имел возможность получить должное образование. В 1832 году Ахтерман без всякой художественной подготовки отправился в столицу Германии город Берлин, где изучал художественное мастерство под руководством таких выдающихся мастеров, как Христиан Даниэль Раух и Иоганн Готфрид Шадов.
Однако, будучи ревностным католиком, Т. В. Ахтерман всегда мечтал работать в Риме, близ резиденции Папы, куда он и отправился в 1839 году, и, окончив там обучение, оставался в итальянской столице до конца своей жизни.
В своих скульптурных произведениях Теодор Вильгельм Ахтерман разрабатывал исключительно религиозные темы. Так, для герцога Аремберского он изготовил «Статую Христа» (1841) и «Спасителя на Кресте». Знаменитейшие произведения художника были помещены в Мюнстерском соборе («Положение во гроб» и «Снятие со Креста», 1858). Его последняя большая работа была закончена, когда художнику шёл восьмой десяток; это был готический триптих представляющий сцены из жизни Иисуса Христа.
Теодор Вильгельм Ахтерман скончался в городе Риме 26 мая 1884 года.